# スティッチ・エンカウンター
- ディズニーパーク > 東京ディズニーリゾート > 東京ディズニーランド
  - トゥモローランド > スティッチ・エンカウンター
  - 東京ディズニーランドのアトラクションの一覧 > スティッチ・エンカウンター

スティッチ・エンカウンター (Stitch Encounter) あるいはスティッチ・ライブ！ (Stitch Live!) は世界のディズニーパークにあるアトラクション。

## このアトラクションが存在するパーク
- ウォルト・ディズニー・スタジオ・パーク（ディズニーランド・パリ）
- 東京ディズニーランド（東京ディズニーリゾート）
- 上海ディズニーランド（上海ディズニーリゾート）

過去に存在していたパーク
- 香港ディズニーランド（香港ディズニーランド・リゾート）

## 概要
スティッチ・エンカウンター (Stitch Encounter) あるいはスティッチ・ライブ！ (Stitch Live!) はCGで再現されたスティッチとゲストが会話をしながら楽しむ参加型ショーのアトラクション。パリ版のみ名称が異なるが、同内容のアトラクションである。
アトラクション内はガントゥの宇宙船内にあるスペース・トラフィック・コントロール・ルーム (Space Traffic Control Room) という設定になっており、正面の巨大なスクリーンには、そのコンソールや宇宙空間の見えるシールドなどが再現されている。
ショーは、スティッチがガントゥの宇宙船に忍び込むところから始まり、司会進行役のキャストとスティッチによって進められる。スティッチの声は、原作で同役を担当している声優ではなく、ゲストからは見えない位置にいる声役のキャストによって発せられ、その声に合わせてCGのスティッチが動くようになっている。CGは極めて高いクオリティで構成されている上、声の発音に合わせてコンピューターが瞬時に適切な口の動きをするようになっており、ゲストは実際にスティッチと会話をしているような体験をすることができる。アトラクション内では、前方エリアの床に主に子供のゲストが、後方の映画館の座席のようなエリアに大人のゲストが座るようになっており、前方エリアにいる子供のゲストのみがスティッチに質問したり、スティッチの質問に答えたりすることができる。子供に対する質問などは司会役のキャストが誘導する。スティッチ役のキャストはゲスト全体が見渡せる位置におり（もしくは遠隔で見えるようになっており）、質問をするゲストの身振り手振りや服装などについても言及することがある。
ショーの最後は、ゲストの手助けでスティッチが無事にガントゥの宇宙船から脱出することで終わるほか、スティッチと一緒に歌を歌ったりして終わることもある。
なお、このアトラクションの基本構造をそのままにキャラクターや設定を変えたアトラクションが2つある。1つは映画『ファインディング・ニモ』をモチーフにして、キャラクターをスティッチから海ガメのクラッシュに置き換えたアトラクションで、東京ディズニーシーでも2009年10月1日に導入した「タートル・トーク」である。もう1つは、フロリダのマジック・キングダムにある、クラッシュを映画『モンスターズ・インク』の「マイク」に置き換え、設定はモンスターズ社に変更した「モンスターズ・インク・ラフフロアー」である。
アトラクションの成立としては、「タートル・トーク」がオリジナルであり、その別バージョンとして誕生したのがこの「スティッチ・エンカウンター」や「モンスターズ・インク・ラフフロアー」という関係にある。

## 各施設紹介

### 香港ディズニーランド
| スティッチ・エンカウンター Stitch Encounter | スティッチ・エンカウンター Stitch Encounter | スティッチ・エンカウンター Stitch Encounter | スティッチ・エンカウンター Stitch Encounter |
| ------------------------------------------- | ------------------------------------------- | ------------------------------------------- | ------------------------------------------- |
| オープン日                                  | オープン日                                  | 2006年7月13日                               | 2006年7月13日                               |
| クローズ日                                  | クローズ日                                  | 2016年5月2日                                | 2016年5月2日                                |
| スポンサー                                  | スポンサー                                  | なし                                        | なし                                        |
| 所要時間                                    | 所要時間                                    | 約20分                                      | 約20分                                      |
| 定員                                        | 定員                                        | 100名                                       | 100名                                       |
| 利用制限                                    |                                             | なし                                        | なし                                        |
| ファストパス                                | ファストパス                                |                                             | 対象外                                      |
| シングルライダー                            | シングルライダー                            |                                             | 対象外                                      |

スティッチ・エンカウンター (Stitch Encounter) は、ガントゥの宇宙船に忍びこんだスティッチと対話をしながら楽しむアトラクション。エプコットや東京ディズニーシーなどでも導入されている「タートル・トーク」の内容を、主人公をスティッチに置き換えて導入したアトラクション。
時間帯によって、広東語・英語・中国語に分かれている。

### ウォルト・ディズニー・スタジオ・パーク
| スティッチ・ライブ！ Stitch Live! | スティッチ・ライブ！ Stitch Live! | スティッチ・ライブ！ Stitch Live! | スティッチ・ライブ！ Stitch Live! |
| --------------------------------- | --------------------------------- | --------------------------------- | --------------------------------- |
| オープン日                        | オープン日                        | 2008年3月22日                     | 2008年3月22日                     |
| スポンサー                        | スポンサー                        | なし                              | なし                              |
| 所要時間                          | 所要時間                          | 約15分                            | 約15分                            |
| 定員                              | 定員                              | 100名                             | 100名                             |
| 利用制限                          |                                   | 利用可能                          | 利用可能                          |
| ファストパス                      | ファストパス                      |                                   | ○                                 |
| シングルライダー                  | シングルライダー                  |                                   | 対象外                            |

スティッチ・ライブ! (Stitch Live!) は、ガントゥの宇宙船に忍びこんだスティッチと対話をしながら楽しむアトラクション。ゲストが、CGで映し出される巨大なスティッチと実際に会話をして楽しむことができる。香港ディズニーランドにある「スティッチ・エンカウンター」をほぼそのまま導入したもの。

### 東京ディズニーランド
| スティッチ・エンカウンター Stitch Encounter | スティッチ・エンカウンター Stitch Encounter | スティッチ・エンカウンター Stitch Encounter | スティッチ・エンカウンター Stitch Encounter |
| ------------------------------------------- | ------------------------------------------- | ------------------------------------------- | ------------------------------------------- |
| オープン日                                  | オープン日                                  | 2015年7月17日                               | 2015年7月17日                               |
| スポンサー                                  | スポンサー                                  | 大和ハウス工業                              | 大和ハウス工業                              |
| 所要時間                                    | 所要時間                                    | 約12分                                      | 約12分                                      |
| 定員                                        | 定員                                        | 189名                                       | 189名                                       |
| 利用制限                                    |                                             | 利用可能                                    | 利用可能                                    |
| ファストパス                                | ファストパス                                |                                             | 対象外                                      |
| シングルライダー                            | シングルライダー                            |                                             | 対象外                                      |

2014年6月30日をもってキャプテンEOを終了し、その跡地に設置された。
2015年7月8日にTwitterアカウント「東京ディズニーリゾートPR【公式】」のフォロワーを対象に、プレビューイベントを実施した。当日は150組300名が招待された。
東京ディズニーシーには既に類似したアトラクション「タートル・トーク」があるが、あちらはメインショーとなる部屋が1つなのに対しこちらは2つあり、回転率が上がっている。また、途中でゲストの写真撮影が行われ、モニターに映し出されるシーンがある。
オープンから2016年1月31日までの期間限定でディズニー・ファストパスが導入された。ファストパス発券所は、スター・ツアーズ:ザ・アドベンチャーズ・コンティニューと同じくトゥモローランド・ホール横で、スター・ツアーズの発券機の一部を利用して発券を行っていた。
2017年12月1日より、大和ハウス工業がスポンサーになることが、2017年3月27日、発表された。

### 上海ディズニーランド
| スティッチ・エンカウンター Stitch Encounter | スティッチ・エンカウンター Stitch Encounter | スティッチ・エンカウンター Stitch Encounter | スティッチ・エンカウンター Stitch Encounter |
| ------------------------------------------- | ------------------------------------------- | ------------------------------------------- | ------------------------------------------- |
| オープン日                                  | オープン日                                  | 2016年5月7日                                | 2016年5月7日                                |
| スポンサー                                  | スポンサー                                  | なし                                        | なし                                        |
| 所要時間                                    | 所要時間                                    | 約15分                                      | 約15分                                      |
| 定員                                        | 定員                                        | 200名                                       | 200名                                       |
| 利用制限                                    |                                             | 利用可能                                    | 利用可能                                    |
| ファストパス                                | ファストパス                                |                                             | 対象外                                      |
| シングルライダー                            | シングルライダー                            |                                             | 対象外                                      |

スティッチ・エンカウンター (Stitch Encounter) は、ガントゥの宇宙船に忍びこんだスティッチと対話をしながら楽しむアトラクション。ゲストが、CGで映し出される巨大なスティッチと実際に会話をして楽しむことができる。香港ディズニーランドにある「スティッチ・エンカウンター」をほぼそのまま導入したもの。

## Trivia
- それぞれの国と地域の言語に対応するため、香港版では広東語、英語、中国語を、パリ版ではフランス語と英語をそれぞれ時間を区切って上演している。ただし東京版では日本語のみの上映である。